# Carl Fredrik Scheffer
Carl Fredrik Scheffer (født 28. april 1715 i Nyköping, død 27. august 1786 på Trolleholms slott i Svalövs kommun i Skåne) var en svensk greve, diplomat, riksråd, serafimerridder, kommandør af Nordstjerneordenen, medlem af Svenska Akademien, politiker, forfatter og oversætter.
Efter at have studeret i Uppsala og efter allerede 1731 at være indtrådt i kongens kancelli og 1732 at have arbejdet ved protokolføringen i Rigsrådet begyndte Scheffer sin egentlige politiske bane på Rigsdagen i 1738 som begejstret medlem af Hattenes Parti og tillige som udpræget franskvenlig. 1739 var han Carl Gustaf Tessins legationssekretær i Paris. På rigsdagene 1742-43 var Scheffers virksomhed betydningsfuld, blandt andet arbejdede han kraftigt mod den danske kronprins' valg til svensk tronfølger. 1743-51 var han svensk minister i Paris. 1756 ansattes han af stænderne som guvernør for kronprinsen, uagtet Adolf Frederik modsatte sig denne forholdsregel, der i virkeligheden var dikteret af mistro til hoffet og kongeparret.
Efter 1756 begyndte Scheffer til en vis grad at frygte for følgerne af Hattenes grundige sejr over kongen, og han fik øjnene op for de farer, som kunde opstå ved det uindskrænkede stændervælde. Han medvirkede til krigens udbrud i 1757. Forbundet med Frankrig har vel også særligt for ham haft noget fristende, og han hørte til dem, der tog ordet for en kraftig krigsførelse. Han var med i den kommission, som skulle tage krigsudrustningerne i sin hånd. I modsætning til kancellipræsident Anders Johan von Höpken holdt Scheffer bestemt på, at man skulle bevare venskab med Danmark, og førte gennem mange år i nær tilknytning til J.H.E. Bernstorff en mod Hattepartiets officielle stærkt fronderende politik. Da Hattenes stilling 1761 rokkedes, var Scheffer blandt dem, der faldt. Væsentligst som følge af hemmelige intriger og overenskomster mellem partilederne afskedigedes Scheffer fra rigsrådsværdigheden, hvilken han havde beklædt siden 1751. Han forblev imidlertid i sin stilling som guvernør for kronprinsen og genvandt snart stændernes tillid, så at han allerede i august 1761 genindtrådte i rådet. Scheffer havde mere og mere nærmet sig hoffet og var snart blandt dem, der ønskede en formindskelse af stændervældet og en forøgelse af regeringens myndighed. I 1764 var han sysselsat med udarbejdelse af forslag til en ny regeringsform, bestemt til at give først og fremmest rådet en selvstændig stilling lige over for Rigsdagen. Den 5. august 1765 udtrådte han frivillig af rådet.
Efter Hattepartiets fald 1765 var Scheffer stærkt stemt for udvidelse af kongemagten og var den, som 1768 først gav kongen anvisning på ved en betinget abdikation at fremtvinge indkaldelse af Rigsdagen. I 1770-71 fulgte Scheffer med kronprinsen på dennes udenlandsrejse, han søgte i 1771 at forebygge striden mellem rigsdagspartierne ved en mægling fra kongens side. Ved forberedelserne til revolutionen 1772 var han virksom og udarbejdede sammen med Gustav III forslag til en ny regeringsform, men deltog ikke aktivt i statskuppet. Scheffer indtrådte ikke senere i rådet, men hans indflydelse hos Gustav III var meget stor, og hans indflydelse ved Gustavs reformarbejde har haft stor betydning. Scheffer havde efterhånden udviklet sig til tilhænger af det fysiokratiske system og ville gennemføre reformer i retning af friere næringsliv. Han var en ivrig ven af den franske kultur og dens bærende ideer i denne tidsalder og nærede en levende interesse for kunst og videnskab.
1753 blev han medlem af Kungliga Vetenskapsakademien og 1786 af det Svenske Akademi, i hvilket han dog aldrig kom til at tage sæde.